# ステン・フリュクベリ
ステン・オルヴァル・フリュクベリ（Sten Orvar Frykberg, 1910年2月19日 - 1983年2月5日）は、スウェーデンの指揮者、作曲家。

## 経歴
1910年、エーテボリ生まれ。クヌート・ベックにピアノ、クヌート・ホカンソンに音楽理論を学び、ドイツのゾンダースハウゼン音楽院に留学。1928年に帰国してエーテボリでピアニストとしてデビューを果たした。
1931年から1934年までエーテボリ大劇場の指揮者、1934年から1939年までイェヴレボリ管弦楽協会の首席指揮者、1939年から1945年までヘルシンボリ交響楽団の首席指揮者をそれぞれ歴任した。1945年から1960年までスウェーデン放送で指揮者として勤務した後、1960年から1967年までエーテボリ交響楽団の首席指揮者を務めたが、1967年から1975年に引退するまでスウェーデン放送の勤務に戻った。また、1964年から亡くなるまでスウェーデン放送の音楽番組の司会者も務めた。一方で教育者としては1960年よりスウェーデン王立音楽院の教授を務め、後進の指導にあたった。。
1983年にリーディンゲーにて没。